# Sebedražie
Sebedražie – wieś (obec) w powiecie Prievidza w kraju trenczyńskim w zachodniej Słowacji. 1746 mieszkańców (31.12.2016). Powierzchnia 8,44 km².

## Położenie
Wieś leży w środkowej części Kotliny Górnonitrzańskiej, u północno-zachodnich podnóży pasma Ptacznika, ok. 5 km na południe od Prievidzy, ok. 4 km na południowy wschód od rzeki Nitry i 1 km od drogi nr 64. Większość zabudowań rozciąga się wzdłuż doliny potoku Ciglianka na terenie łagodnie opadającym ku północnemu zachodowi, na wysokości od 320 do 380 m n.p.m.

## Historia
Pierwsza pisemna wzmianka o miejscowości pochodzi z 1245 roku.
W 1962 r. na terenie wsi rozpoczęto budowę kopalni węgla brunatnego Cigeľ (słow. baňa Cigeľ). Przez wieś przebiega normalnotorowa, przemysłowa linia kolejowa, służąca do transportu urobku z kopalni do elektrowni w Zemianskich Kostoľanach.
Dominantą wsi jest murowany kościół katolicki pw. św. Barbary z 1642 r.